# Sleipner (glaciär i Grönland)
Sleipner är en glaciär i Grönland (Kungariket Danmark).   Den ligger i kommunen Sermersooq, i den södra delen av Grönland, 500 km öster om huvudstaden Nuuk. Sleipner ligger 135 meter över havet.
Terrängen runt Sleipner är kuperad åt nordost, men åt sydväst är den bergig. Sleipner ligger nere i en dal.  Trakten runt Sleipner är nära nog obefolkad, med mindre än två invånare per kvadratkilometer. Det finns inga samhällen i närheten. Trakten runt Sleipner är permanent täckt av is och snö.